# フェリーいきつき
株式会社フェリーいきつきは、かつて長崎県生月町に本社を置き、フェリー航路を運営した会社である。本項では、運航した航路を中心に、生月・舘浦漁業協同組合運航の時期を含めて解説する。

## 概要
平戸島の二次離島である生月島と平戸島を連絡する航路は、戦後1955年（昭和30年）に生月運輸株式会社から生月漁業協同組合に譲渡された後、25年に渡って漁協による運営が行われ、舘浦漁業協同組合を経て、1980年（昭和55年）に運航会社として株式会社フェリーいきつきが設立された。
旅客船時代は、長く生月島の壱部浦、舘浦と平戸島の平戸港、九州本土の田平港を結ぶ航路であったが、1970年（昭和45年）に薄香港（平戸島）発着の航路を開設、1972年（昭和47年）にフェリーが就航し、1977年（昭和52年）に平戸大橋が開通すると、平戸・田平に代わって、航路距離の短い薄香発着が主力となった。しばらくは田平発着便も残されたが、1980年頃に廃止された。
1991年（平成3年）に生月大橋が開通し、生月島が平戸島と陸路で結ばれたのに伴い、航路は廃止された。生月島には、その後も野母商船の博多 - 五島航路が舘浦に寄港していたが、2007年（平成19年）に東行便を最後に抜港となり、定期旅客航路は皆無となっている。

## 航路

### 廃止時点の航路
- 薄香（平戸島） - 壱部浦（生月島） - 舘浦（生月島）

航路距離15.7km、所要時間35 - 45分（直航）。
生月島の2港は便によって発着順序の前後、寄港有無があった。

### 過去の航路
- 田平 - 平戸 - 壱部浦 - 舘浦

航路距離27.6km
最終的には平戸抜港、一日1往復となっていた。

## 船舶

### フェリー
- フェリーいきつき[6]

1972年7月31日就航、前畑造船建造。船舶整備公団共有。
299.20総トン、全長37.30m、型幅8.20m、型深さ3.10m、ディーゼル2基、機関出力1,500ps、航海速力13.90ノット。
旅客定員407名、10tトラック1台・乗用車2台または乗用車8台。
- 第二フェリーいきつき[6]

1967年6月竣工、1977年買船、中村造船鉄工所建造。船舶整備公団共有。もと東日本海フェリー「奥尻丸」。
327.61総トン、全長40.50m、型幅9.20m、型深さ3.10m、ディーゼル2基、機関出力1,000ps、航海速力12.9ノット。
旅客定員300名、大型バス1台・乗用車3台または乗用車15台。
- 第三フェリーいきつき

1969年8月進水、1980年3月15日就航（買船）。もと中倉商店の田平 - 平戸貨物フェリー「第八弘丸」。
72.91総トン、ディーゼル1基、機関出力230ps、航海速力9.00ノット。
旅客定員50名、乗用車8台。
- 第五フェリーいきつき[7]

1974年12月竣工、1986年2月2日就航（買船）。臼杵鉄工所建造。もと国鉄仁堀航路「瀬戸丸」。
496総トン、全長44.10m、型幅10.20m、型深さ3.50m、ディーゼル1基、機関出力2,000ps、航海速力12.8ノット。
旅客定員297名、乗用車12台。
- 第八フェリーいきつき[7]

1974年10月竣工、福本造船所建造。もと鷹島汽船「フェリーたかしま」。
198.80総トン、全長33.64m、型幅8.40m、型深さ2.90m、ディーゼル1基、機関出力700ps、航海速力10.3ノット。
旅客定員126名。
航路廃止後、竹山運輸に売船。

### 旅客船
- 生運丸[9]

1948年10月進水、木造。
83.43総トン、焼玉機関、機関出力170ps、旅客定員89名。
- いきつき丸[10]

1955年11月進水。
79.90総トン、ディーゼル1基、機関出力270ps、旅客定員77名。
引退後、大島村に売船、「大島丸」に改名。